# Virtus Pallacanestro Bologna
La Virtus Olidata Bologna è un club italiano di pallacanestro fondato nel 1927, unica sezione professionistica della Società di Educazione Fisica Virtus.
Ha sede a Bologna, in Via dell'Arcoveggio dove è stato costruito il campus, e gioca le partite casalinghe presso la Virtus Segafredo Arena all'interno del padiglione 37 della Fiera di Bologna.
È uno dei club più titolati d'Italia potendo vantare nel proprio palmarès diciassette scudetti, otto Coppe Italia, quattro Supercoppe italiane e sei titoli internazionali.
La Virtus ha militato in Serie A fino al 2003, allorché la Federazione ne decise l'esclusione dal campionato per via della sua deficitaria situazione economica; iscrittasi con una nuova denominazione al campionato di Legadue, si è riguadagnata la promozione in massima serie.
Dalla stagione 2019-2020 alla stagione 2023-2024 la Virtus ha avuto anche una squadra femminile che giocava in Serie A1; tale sezione è tuttora attiva, ma soltanto a livello giovanile.

## Tradizione
(Dan Peterson, presentazione di "Virtus - Cinquant'anni di basket" di Tullio Lauro)
Fin dagli anni del secondo dopoguerra la Virtus Bologna ha apportato un contributo fondamentale alla crescita della pallacanestro italiana, grazie al continuo impulso allo sviluppo del sistema fortemente impresso dalle varie dirigenze che si sono susseguite nel tempo (da Porelli a Cazzola a Zanetti) sempre attente alla valorizzazione del basket giovanile ed ai ruoli "secondari" ma non meno importanti dei preparatori. In questo modo sono nati dal vivaio bianconero talenti immensi e si sono creati personaggi celebri come il prof. Grandi, preparatore della Virtus e della Nazionale, e Giordano Consolini, unanimemente riconosciuto come il miglior allenatore d'Italia per il settore giovanile.
La Virtus ha sempre avuto un vasto seguito ed il pubblico è aumentato negli anni raccogliendo numerosissimi tifosi in tutta Italia grazie alle sue "bandiere", da Villalta a Bonamico, da Brunamonti a Danilović, da Emanuel Ginóbili a Marko Jarić, e all'abnegazione messa in campo da tutti i giocatori nel tentativo di onorare una delle maglie più blasonate d'Europa.
La platea dei palazzetti virtussini era una delle più numerose d'Italia, e superava di gran lunga piazze più ricche e popolose come Milano e Roma.
L'attaccamento alla squadra invece non si è mai affievolito, nonostante le gravi difficoltà e la necessità di ripartire, nel 2003, dopo una grave crisi societaria, da una fusione con il Progresso Castel Maggiore, allora militante in Legadue, riempiendo il palasport in moltissime occasioni grazie anche a numerosi biglietti in omaggio concessi soprattutto ai ragazzi delle scuole, iniziativa promossa dal patron Claudio Sabatini allo scopo di far appassionare a questo sport anche i più giovani.
I colori bianconeri sono quindi unanimemente riconosciuti come sinonimo di una tradizione sportiva vincente, che negli anni '90 ha raggiunto il suo apice quando su 19 finali disputate tra campionato di serie A, Coppe Europee e Coppa Italia, ne vinse ben 14.
Da non dimenticare il suo settore giovanile, da sempre uno dei migliori d'Italia, che insieme a quello dell'Olimpia Milano costituiscono i due settori giovanili più premiati in Italia, con 41 scudetti giovanili in due.

## Storia

### Gli albori

L'ex chiesa di Santa Lucia

È il 17 gennaio 1871, cioè pieno XIX secolo, quando Emilio Baumann, maestro elementare e insegnante di ginnastica, da nove anni in Emilia, fonda la Società Sezionale di Ginnastica in Bologna, con lo scopo di promuovere in città le "arti ginniche". Lo statuto della società è sottoposto ai soci e approvato in un'adunanza appositamente convocata nei locali della scuola serale San Domenico, in via Drapperie, centro storico di Bologna. La prima storica sede della polisportiva fu un vero e proprio "tempio", non solo in senso metaforico: per iniziativa dello stesso Baumann, il comune destinò la chiesa di Santa Lucia, una chiesa sconsacrata nel 1866 durante la terza guerra di indipendenza, alle attività ginniche della neonata società. "Ginnasti, saltatori, cultori della pesistica, della lotta greco-romana, della scherma, si allenavano tenacemente, in un'atmosfera cordiale e di sana emulazione; cosicché la buona scuola non mancava di dare frutti attesi" si legge in uno scritto dell'epoca a proposito delle attività alla "Santa Lucia".
Inizialmente la società si occupa di ginnastica e scherma, ma col tempo la polisportiva (ribattezzata dapprima Società Ginnastica Bologna e, dal 1922, Società di Educazione Fisica Virtus) diventerà la "madre" dello sport bolognese, arrivando a comprendere praticamente tutte le principali discipline sportive tra cui la pallacanestro. Nel 1927 De Simoni (ora considerato il fondatore), De Luigi, Padovani, Grigioni e Chiaffarelli sono i cinque ragazzi, provenienti dall'atletica leggera, che formano la sezione pallacanestro e costituiscono il primo quintetto delle V nere.

### Anni 1930

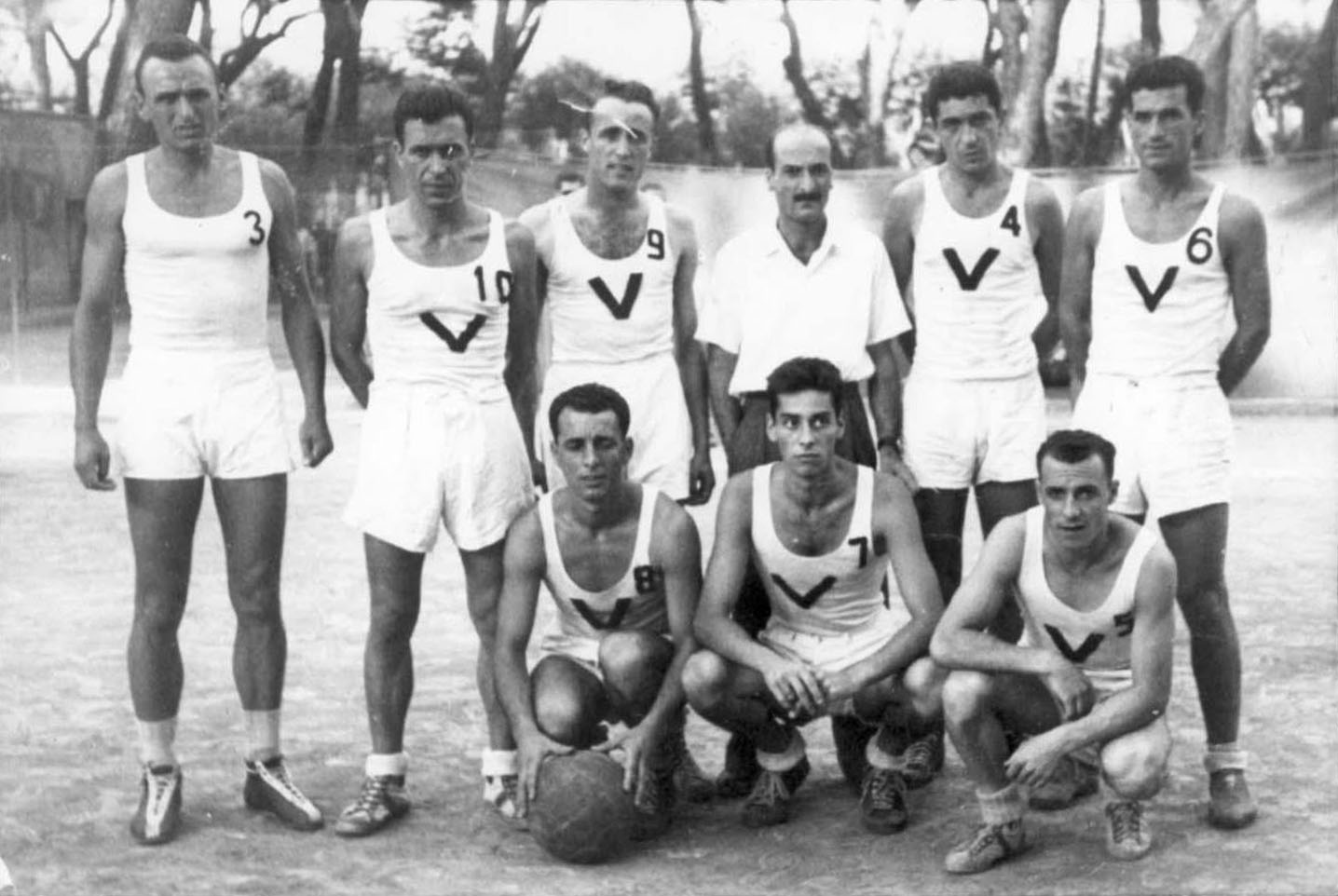
La Virtus 1945-46: Marinelli, Dondi, Calza, Foschi, Bersani, Vannini; Girotti, Rapini, Cherubini

Il primo campionato ufficiale della Virtus risale al 1934, anno in cui vinse il torneo di prima divisione, ottenendo la promozione in massima serie dopo un combattutissimo girone di spareggio contro l'Unione Sportiva Milanese e la Ginnastica Roma. Merita però di essere ricordato quello che, visti i tempi in cui accadde, può essere considerato un vero e proprio "evento" sportivo: nel mese di gennaio del 1931, assai misteriosamente, una rappresentativa estone, il Kalev di Tallinn, giocò a Bologna contro una selezione bolognese (non solo Virtus, quindi). L'incontro finì con un inglorioso 86 a 12 per i maestri dell'est, nonostante il prodigarsi di un tennista prestato alla pallacanestro: Pier Giovanni Canepele, per lungo tempo il miglior tennista italiano.
Dopo la promozione la Virtus si insediò stabilmente ai vertici del basket nazionale, ma inanellò soltanto una lunga serie di piazzamenti onorevoli: nei nove campionati disputati dal 1935 allo scoppio della Seconda guerra mondiale, le Vu nere collezionarono infatti 6 secondi posti, 2 terzi posti e un sesto posto, rimanendo sempre alle spalle di squadre come Ginnastica Roma, Borletti Milano o Reyer Venezia.
I protagonisti di quella "palla al cerchio" ancora pionieristica sono giocatori dai nomi d'altri tempi, come Venzo Vannini, primo capitano, Napoleone Valvola, Athos Paganelli, Galeazzo Dondi, Giancarlo Marinelli, Giuseppe Palmieri, specialista del salto in alto, e tanti altri. A proposito di quella prima Virtus ha scritto Adalberto Bortolotti su "Giganti del Basket": "Parte da qui la leggenda della Vu nera: sono tutti bolognesi, anzi del quartiere di Castiglione. Gianfranco Bersani, che tiene una bottega nei pressi, li vede passare ed entrare in palestra. Li segue, si innamora di quello sport in sboccio, lui che è nato con una malformazione ad un braccio e non ha mai fatto attività. Chiede: Mi prendete a giocare?, impara, si specializza, diventerà una delle più fulgide glorie Virtussine, pluricampione d'Italia e nazionale. Era un basket casereccio, umano e genuino. Prima dell'inizio, ci si riuniva a centrocampo e, stretti l'uno all'altro, si lanciava il grido di guerra. Quello del Santa Lucia scandito da voci possenti sotto le volte antiche diceva:
E par la mi bela bala/ un occ' am bala/ un occ' am bala/ am bala un occ'/ un occ', un occ' un occ' ".

### Anni 1940 e 1950: i primi scudetti

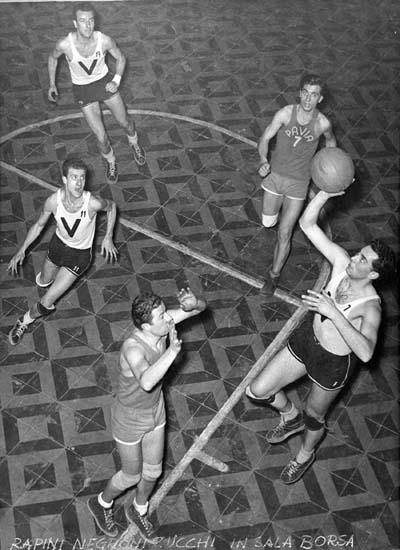
La Virtus in Sala Borsa; al tiro Gigi Rapini.

Alla fine del conflitto mondiale, una doccia fredda attende gli appassionati bolognesi: la "Santa Lucia", destinata a corsi per aspiranti muratori, non è più disponibile. Dopo un breve intermezzo di partite all'aperto, su un campo in Via del Ravone, il basket bolognese si trasferisce in un'altra "cattedrale", anche se dedicata agli affari: la Sala Borsa di Piazza Nettuno. Lo spazio che la mattina ospita gli agenti di cambio, è riadattato la sera per gli incontri di basket. Questa insolita sede, con le sue gallerie e le sue celebri piastrelle a rombi, diventò il marchio distintivo di una nuova stagione del basket, non solo bolognese. Lo spiegò bene il giornalista Leo Turrini: "Alla Sala Borsa la pallacanestro ha cambiato nome, è diventata basket. Una pallacanestro che parla straniero e fa un po' la schizzinosa. Nasce la parola "pivot": alla Santa Lucia infatti avevamo creduto che Marinelli fosse semplicemente un centrattacco". Con un bel paragone, il giornalista Tullio Lauro paragonò le piastrelle della Sala Borsa, marchio di fabbrica delle Vu nere, al celeberrimo parquet incrociato del Boston Garden, sede di una squadra mitica della pallacanestro mondiale, i Boston Celtics.
Quella della Sala Borsa fu per la Virtus una straordinaria stagione di successi: una nuova generazione di giocatori, tra tutti Achille Canna, Gigi Rapini e Nino Calebotta, con il capitano Marinelli a fare da trait d'union con il gruppo dell'anteguerra, portò quattro scudetti consecutivi, dal 1946 al 1949, e altri due nel 1955 e nel 1956. Negli anni 1950 iniziarono la lunga rivalità con l'Olimpia Milano e le prime caldissime sfide stracittadine contro Gira e Moto Morini.

### Anni 1960 e 1970

Jim McMillian, il Duca Nero

Il finire degli anni 1950 è contrassegnato dal biennio tricolore '55-'56 ma anche dal trasferimento del campo di gioco dalla Sala Borsa al Palazzo dello sport di piazza Azzarita, inaugurato dal sindaco Giuseppe Dozza nel 1957. Il nuovo, modernissimo palazzetto, più tardi soprannominato Madison perché, come il Madison Square Garden di New York, si trovava nel cuore della città, inizialmente non portò fortuna ai colori bianconeri: la Virtus attraversò un decennio povero di soddisfazioni, nonostante la presenza di talenti come "Dado" Lombardi, Gambini, Pellanera e Zuccheri. Il gotha della pallacanestro italiana si era spostato stabilmente in Lombardia, dove, accanto alla solita Olimpia, si stava affermando l'astro nascente dell'Ignis Varese, e la Virtus si trovò persino, alla fine degli anni 1960, a lottare per non retrocedere.
La svolta si ebbe a partire dal 1968, quando l'Avvocato Gianluigi Porelli fu nominato dall'allora presidente della polisportiva, Elkan, alla guida della sezione basket. Soprannominato alternativamente "Torquemada" o "Robespierre" per i suoi metodi spicci e spesso dittatoriali, o, più semplicemente, "l'Avvocato", Porelli è stato una delle figure di maggiore spicco della storia della Virtus Pallacanestro, che ha, attraverso iniziative spesso impopolari ma quasi sempre vincenti, definitivamente traghettato verso il professionismo.

Villalta, Ćosić e McMillian festeggiano il nono tricolore

Appena arrivato, a solo 38 anni, l'avvocato fece piazza pulita dei vecchi dirigenti e cedette il miglior giocatore del tempo, Dado Lombardi, scatenando una rivolta popolare che finì addirittura in tribunale. Subito dopo, nel 1970, la Virtus Pallacanestro si staccò dalla polisportiva e si costituì in Società per Azioni. Grazie a questa scelta, anch'essa molto criticata, Porelli risanò definitivamente le finanze e nel 1973 aprì una nuova stagione di trionfi, con l'abbinamento milionario con la Sinudyne e soprattutto con l'ingaggio del giovane coach Dan Peterson, proveniente dalla panchina della Nazionale del Cile, non certo una potenza del basket mondiale.
Grazie al binomio Porelli-Peterson le sorti bianconere si risollevarono nettamente portando in bacheca la prima coppa Italia nel 1973/74 e il settimo scudetto due anni dopo sotto il segno di giocatori come Terry Driscoll,  Charly Caglieris, Gianni Bertolotti, Marco Bonamico, Gigi Serafini, Massimo Antonelli e Massimo Sacco.
Gli scudetti numero 8 e 9 arrivarono nel biennio 79-80, con Dan Peterson stavolta avversario sulla panchina del Billy Milano, sconfitta in finale nel 1979. Sulla panchina bianconera sedeva l'ex allievo dell'uomo di Chattanooga, cioè Terry Driscoll, e in campo giocatori come Generali, Villalta, Caglieris, il "Duca nero" Jim McMillian, e il "Vescovo", ovvero il campione jugoslavo Kreso Ćosić.

### Anni 1980: la stella
(Gianluigi Porelli, intervistato da Gianfranco Civolani)

La Virtus del double nazionale 1983-84: Daniele, Villalta, Binelli, Rolle, van Breda Kolff; Bonamico, Brunamonti, Valenti, Lanza, Fantin.

Tornate ai vertici in Italia, le Vu nere tentarono la scalata all'Europa, che sfumò di un soffio, con la finale di Coppa dei Campioni del 1981 persa di un solo punto a Strasburgo contro il Maccabi Tel Aviv. L'addio di Driscoll, che lascia la panchina dopo due scudetti in due anni, e la delusione cocente della sconfitta in Coppa, pongono le basi per un'altra rifondazione.
Se ne vanno Bertolotti, che lascia il ruolo di capitano a Villalta, Ćosić e Caglieris, e arrivano il mago della panchina Aza Nikolić, Roberto Brunamonti, Augusto Binelli, Marco Bonamico, di ritorno da Milano, oltre a una serie di stranieri non indimenticabili, ad eccezione forse di quel Jan van Breda Kolff che sarà protagonista dello scudetto della stella, che arriva nel 1984 con Alberto Bucci e un giovane Ettore Messina in panchina.

L'Avvocato Porelli Con Sugar Richardson

Il decimo tricolore, insieme a tre Coppe Italia ed una Coppa delle Coppe, costituì il principale trofeo del decennio, che si concluse comunque con il passaggio sotto le Due Torri di Micheal Ray Richardson, giocatore dal talento immenso, già All Star negli USA, giunto in Italia ancora nel pieno della sua parabola agonistica, protagonista della serie finale di Coppa delle Coppe nel 1989 conclusasi con la vittoria in Finale a Firenze contro il Real Madrid.

### Anni 1990: l'epoca d'oro
Si apriva dunque il decennio più glorioso della sua storia, mentre saliva alla poltrona di presidente Alfredo Cazzola (nell'anno 1992) ed Ettore Messina, l'allenatore italiano più vincente di sempre, sedeva in panchina conquistando l'ennesimo scudetto. La Virtus Bologna, guidata da Brunamonti, da un giovane Predrag Danilović e diretta da Alberto Bucci, si ripete infilando tre scudetti consecutivi, dal 1993 al 1995. Proprio nel 1993 e nel 1995 la squadra prende parte al celebre McDonald's Open, in cui incontra le franchigie della NBA. Alla Virtus si affermano grandi giocatori italiani: Alessandro Abbio, Augusto Binelli, Flavio Carera, Claudio Coldebella, Riccardo Morandotti, Paolo Moretti.

#### Il ritorno di Danilović

La Virtus di Ettore Messina posa con l'Eurolega 1997-1998

Tre anni dopo, con il ritorno di Messina si registrano il rientro di Danilović dall'esperienza NBA nonché l'arrivo di Radoslav Nesterovič, Antoine Rigaudeau, Hugo Sconochini e Alessandro Frosini che affiancano i veterani nell'assalto all'Italia e all'Europa.
La prima impresa si compie nella decisiva finale-scudetto contro gli eterni rivali della Fortitudo: a una ventina di secondi dalla fine, con la Fortitudo sopra di 4, Danilović mette a segno un tiro da tre punti e al contempo subisce un fallo da Dominique Wilkins; il serbo centra il tiro libero aggiuntivo e pareggia i conti spianando la strada al supplementare terminato con il trionfo bianconero. Poco tempo prima, al Palau Sant Jordi di Barcellona, la Virtus (guidata da un grande Zoran Savić) aveva conquistato la sua prima Eurolega, superando in finale i greci dell'AEK Atene (58-44), dopo aver battuto in semifinale il Partizan Belgrado.

### Anni 2000: gloria, baratro e rinascita
Due volte all'anno, o anche di più nelle stagioni più fortunate, la città delle torri dimostra tutto il suo amore per lo sport dei canestri, che le è valso l'appellativo di basket city. È il derby, ovvero la sfida tra le due principali squadre di Bologna. Si tratta di un evento unico, senza eguali nel basket italiano, e in grado di monopolizzare l'attenzione di un'intera città come pochi altri eventi sportivi in Italia, partite di calcio a parte. Per questa ragione, e per la sua capacità di unire e dividere insieme, è stato più volte paragonato al Palio di Siena: come a Siena infatti la città si ferma e il derby diventa, nei luoghi di lavoro, per le strade, nei bar e sotto i portici, l'unico argomento di discussione.
Le prime infuocate sfide stracittadine risalgono agli anni 1950. In quel periodo a contendersi la supremazia cittadina nell'arena della Sala Borsa erano, oltre alla Virtus, che già allora era identificata con la Bologna borghese e un po' snob, squadre come il Gira, nato tra gli studenti dell'Università, o il Mazzini-Moto Morini.
Dagli anni 1980 in poi però il derby è sempre stato Virtus-Fortitudo, o, se si preferisce, Fortitudo-Virtus. Tra i mille aneddoti possibili, almeno due episodi sono da ricordare: il primo è l'edizione del campionato 1988-89, derby di andata: Virtus Knorr - Fortitudo Arimo 70-102, 32 punti di scarto per la Fortitudo, fino a quel momento massimo scarto per un derby. Per l'occasione Nino Pellacani, giocatore-tifoso, amatissimo dalla Fossa dei Leoni biancoblu, invase la città con le sue magliette con la scritta “il grande freddo” (“-32”, appunto).
Per i colori bianconeri invece il derby per eccellenza è quello del 1998, quinta e decisiva finale scudetto: a 20 secondi dalla fine la Fortitudo è avanti di 4 punti e sembra volare verso il suo primo scudetto. Predrag Danilović, dopo un passaggio di Abbio, tira da tre punti e subisce anche il fallo di Dominique Wilkins. Canestro e tiro libero. Quattro punti, supplementari e trionfo Virtus. Vu nere euforiche e dilaganti, fortitudini increduli e affranti.

#### Il Grande Slam
Il nuovo millennio vede succedere alla presidenza bianconera Marco Madrigali, con il quale il club toccherà la gloria più alta e cadrà irrimediabilmente nel baratro della radiazione.
La dirigenza decide di puntare su forze fresche e arruola giovani talenti come Emanuel Ginóbili (ora NBA All-Star Game, 4 anelli con San Antonio, 3 dei quali in 5 anni), Marko Jarić (campione del mondo 2002 con la nazionale serba) e Matjaž Smodiš (campione europeo 2005-2006 e 2007-2008 con il CSKA Mosca) oltre al pivot Rashard Griffith. Sasha Predrag Danilović, re delle Vu Nere imperiali degli anni 1990, lascia la squadra e la pallacanestro all'inizio della stagione 2000-01, annunciando il ritiro dall'attività agonistica.
L'assenza di un leader emotivamente accentratore come il serbo e in seguito la squalifica per doping di un altro grande senatore come Hugo Sconochini costringono ogni singolo elemento a responsabilizzarsi, ma al contempo apre spazi agli acerbi e talentuosi esterni, liberi di mostrare le loro capacità e fare esperienza ad alto livello.
È con tali premesse che si avvia il campionato ed il percorso vincente della corazzata di Ettore Messina, che dopo un inizio di stagione difficoltoso svolta la stagione nel derby di Natale, un 99-62 che stordisce la Fortitudo Bologna e lancia la squadra in scia per una impressionante striscia di ben 33 risultati utili consecutivi, presentandosi con questo biglietto da visita alle Final Eight di Coppa Italia, dove porta a casa il primo trofeo stagionale ai danni dalla Scavolini.

Abbio riceve il trofeo dell'Eurolega 2000-2001

Da lì in avanti è un rullo compressore: la Fortitudo cerca di interrompere il cammino sia nelle semifinali di Eurolega che nelle finali dei playoff di A1, ma si deve arrendere ad un gruppo irripetibile capace di battere ogni record e divenire a pieno titolo una delle più forti squadre europee di tutti i tempi. Il 10 maggio 2001, infatti, la Virtus conquista l'Eurolega battendo il TAU Vitoria per 82-74 nella decisiva gara 5 del PalaMalaguti. Il successivo 19 giugno si concretizza il 3-0 nelle finali scudetto contro la Fortitudo. Dopo la doppietta "Scudetto-Eurolega" del 1998, nel 2001 arriva così il Grande Slam. In soli quattro anni diventa un'impresa mai riuscita a nessun'altra società italiana.

#### La perdita dell'affiliazione e la rinascita
Sebbene la Virtus sia campione d'Europa uscente, all'inizio della stagione 2001-2002 il presidente Madrigali pensa di rafforzarla ulteriormente con l'ingaggio milionario (quinquennale da 7 milioni di dollari) dello sloveno Sani Bečirovič ma nel corso dell'anno, nonostante la conquista della Coppa Italia vinta in finale sulla Montepaschi Siena, l'apparente solidità societaria viene minata da risultati negativi che mettono in crisi, agli occhi del presidente Madrigali, le posizioni dell'allenatore Ettore Messina e del vicepresidente e general manager Roberto Brunamonti. Tali dissidi sfociano nel clamoroso esonero del tecnico, avvenuto l'11 marzo 2002 a poche ore da una pesante sconfitta a Pesaro, in cui la squadra aveva toccato addirittura il -41. La decisione viene fieramente avversata dal pubblico virtussino, la cui pacifica invasione di campo, che ritarda l'inizio del match di campionato contro la Telit Trieste, induce Madrigali a reintegrare l'allenatore. Ma gli equilibri e, di conseguenza, il rendimento della squadra ne escono irrimediabilmente segnati.
La Virtus raggiunge la finale di Eurolega, che si disputa proprio a Bologna, ma viene inopinatamente sconfitta dai greci del Panathinaikos, in una gara condotta per metà dalla squadra bolognese. L'esito del campionato è ugualmente amaro per la squadra bianconera che nella serie di semifinale viene superata per 3-1 dalla Benetton Treviso allenata da Mike D'Antoni, vincente a Casalecchio in gara 4.
A fine stagione il presidente Madrigali allontana definitivamente Brunamonti (diretto alla Virtus Roma) e Messina (Treviso) ed affida la guida tecnica al general manager Gianfranco Lombardi ed all'allenatore Bogdan Tanjević, i quali tentano un improbabile e radicale rifondazione della squadra. La svolta non viene accettata dal pubblico e si registra il crollo degli abbonamenti; anche lo sponsor Ferrero, che col marchio Kinder aveva firmato i recenti successi, e che stringeva un rapporto di ferro con coach Messina, volta le spalle alla società. La stagione 2002-2003 è sicuramente la più amara e tormentata dell'intera storia virtussina: dopo una serie di risultati estremamente negativi, incluso un -35 a Fabriano, e senza luce nemmeno in Eurolega, il cambio di coach da Tanjević a Valerio Bianchini ultima lo sfacelo. E il club, per la prima volta nella storia, non entra nei playoff scudetto. Ma i risvolti peggiori sono di carattere finanziario: il giocatore Sani Bečirovič, costretto all'inattività da problemi al ginocchio, apre una vertenza con la società (il cosiddetto "lodo Becirovic"), lamentando la mancanza del pagamento degli emolumenti da parte della Virtus. Nel corso dell'estate, parallelamente alla causa Bečirovič, sopraggiungono altre richieste di "lodo", nei giorni in cui scricchiola anche l'azienda di Madrigali, la C.T.O. s.p.a.. Tutto precipita il 4 agosto 2003, giorno in cui il Consiglio Federale della Federazione Italiana Pallacanestro decreta la radiazione della Virtus e la sua esclusione da tutti i campionati nazionali per la stagione 2003-04: la posizione di Sani Bečirovič rimaneva infatti insoluta.

Sani Bečirovič

Il fallimento societario della Virtus viene scongiurato dall'intervento dell'imprenditore Claudio Sabatini (già organizzatore del Futurshow), che transa tutti i debiti della società, ottiene le liberatorie dei creditori e rileva la società da Madrigali a pochi giorni dall'udienza innanzi al Giudice fallimentare. Sabatini, che rivelerà fin dall'inizio un notevole attivismo, acquisisce anche la società Progresso (di Castel Maggiore, un paese dell'hinterland bolognese), militante nel campionato di Legadue (la divisione inferiore alla serie A) e la sponsorizza con il marchio “FuturVirtus”, garantendo quindi la continuità del glorioso nome Virtus nonostante l'esclusione dai campionati. Nello stesso periodo era nata anche un'altra società, la Virtus 1934, iscritta al campionato di B1, che due anni più tardi si trasferì a Foligno. La FuturVirtus nel 2003-04 non raggiunge l'obiettivo promozione, sconfitta per 3-0 nella serie finale dei playoff dall'Aurora Jesi. Tuttavia durante l'estate 2004 ottiene la riaffiliazione alla FIP e il diritto di utilizzare la denominazione Virtus Pallacanestro.
Nella stagione 2004-2005, Sabatini affida la guida tecnica a Giordano Consolini, storico vice allenatore di Ettore Messina e per questo amato e stimato dal pubblico virtussino. La Virtus, sponsorizzata "Caffè Maxim", conclude la stagione regolare in seconda posizione, dietro all'Upea Capo d'Orlando e si vede costretta ad affrontare i playoff. Trascinata da alcuni giocatori di livello superiore come Mario Boni e Samuele Podestà ed in netta crescita atletica, come Corey Brewer e Bennett Davison, la Virtus ottiene la promozione battendo per 3-0 in finale la Premiata Montegranaro il 3 giugno 2005, rientrando così nel massimo campionato dopo due stagioni.

#### Il ritorno in Serie A e la finale scudetto
Nel gennaio 2006 la Virtus Bologna Pallacanestro acquista lo sponsor Caffè Maxim, e giunge all'accordo con la ditta di occhiali VidiVici, per la sponsorizzazione fino a fine stagione.
Nel campionato del ritorno alla massima serie la nuova squadra, guidata dal coach macedone Zare Markovski, pur disputando una bella stagione decisamente al di sopra delle aspettative, non partecipa alle Final Four di Coppa Italia ed ai Playoff a causa di spareggi sfavorevoli all'ultima giornata sia del girone d'andata sia del girone di ritorno.
Si registra inoltre un'eccezionale affluenza ed un forte attaccamento del pubblico virtussino ai colori bianconeri, di gran lunga il più numeroso di tutto il panorama cestistico italiano con oltre 7.500 presenze ad ogni partita, ma anche un notevole ringiovanimento della platea sugli spalti del PalaMalaguti grazie ad iniziative promosse dalla società rivolte ai ragazzi.
Nel 2006 l'investimento sul settore giovanile per il futuro ha portato inoltre all'acquisizione della gestione del centro sportivo Cierrebi a Bologna dedicato alle attività del minibasket. Le partite delle giovanili saranno con ingresso a pagamento e gli introiti saranno devoluti ad un'associazione benefica di Bologna.
Sempre nello stesso anno, il club, sotto la guida di Claudio Sabatini, ha lanciato un proprio canale, il Virtus Channel, che ha già cominciato a trasmettere eventi in diretta nonché partite del passato; è l'unico canale sportivo monotematico dedicato ad una squadra di pallacanestro in Italia, visibile senza abbonamento sul digitale terrestre, frutto della collaborazione con l'emittente locale È TV, già canale ufficiale della Virtus Bologna.
Il ritorno su livelli di eccellenza è confermato dalla conquista della finale di Coppa Italia al PalaMalaguti, dove la Virtus guidata dal playmaker di esperienza e talento Travis Best, si presenta da seconda della classe in virtù del secondo posto che occupava nella Regular Season, eliminando autoritariamente la Whirpool Varese ai quarti e l'Armani Jeans Milano in semifinale. Il trofeo se lo aggiudica la Benetton Treviso che, al termine di una gara equilibratissima, sconfigge 67-65 i padroni di casa, grazie ad una maggiore precisione ai liberi negli ultimi secondi.
La partecipazione alla Fiba EuroCup, la prima competizione europea a cui la Virtus prende parte dopo l'ULEB Cup del 2003-2004 quando partecipò sponsorizzata WWF Italia, è terminata con l'accesso alle FinalFour di Girona e la conquista della terza piazza, sconfitta a sorpresa dagli ucraini dell'Azovmash Mariupol' in semifinale ma vittoriosa contro l'Estudiantes nello spareggio per il 3º-4º posto.
Dopo aver chiuso la regular season al terzo posto, nei playoff affronta una delle sorprese del campionato, l'Angelico Biella. Dopo aver perso il fattore campo nella prima gara va in vantaggio 2-1, per poi chiudere la serie 3-2. In semifinale, contro l'Olimpia Milano, si presenta una "classica" del basket italiano. La Virtus vince subito in trasferta, ma perde gara 2 in casa. Quindi diventa tutto semplice per la squadra di Markovski, che espugna per la seconda volta consecutiva Milano e poi chiude la serie in casa. La finale, però, è a senso unico a causa della netta superiorità della Montepaschi Siena che concretizza in questa serie lo strapotere dimostrato nella regular season. Finisce 3-0 e solo in gara 3 la Virtus appare in grado di giocare alla pari con i senesi, ma ancora una volta saranno i toscani a spuntarla guidati da Kaukėnas, McIntyre ed Eze.
Nella successiva estate la squadra che aveva conquistato il secondo posto viene completamente rivoluzionata. Rimangono Brett Blizzard, Guilherme Giovannoni, il capitano Fabio Di Bella, Andrea Michelori (il quale, però, verrà a lungo messo fuori rosa per problemi contrattuali, ed esordirà in campionato solo il 27 gennaio) e il centro Andrea Crosariol, al secondo anno di prestito dalla Benetton Treviso.
A questi si aggiunge l'esperto Roberto Chiacig, l'ex azzurro Luca Garri e gli americani Delonte Holland, Alan Anderson, Will Conroy e Dewarick Spencer, quest'ultimo MVP nel campionato Francese appena concluso. Cambia anche l'allenatore: passato a Milano l'autore della rinascita della Virtus, Zare Markovski, ecco arrivare Stefano Pillastrini, allenatore noto per la sua capacità di far crescere i ragazzi giovani, ma anche per la sua crescita professionale avvenuta in gran parte sulle panchine delle giovanili della Fortitudo Bologna. Dopo un buon avvio di stagione, la squadra inanella una serie di prestazioni deludenti sia in campionato che in Eurolega che creano altro malcontento nella tifoseria.
Il 21 gennaio, in seguito ad una sconfitta casalinga al supplementare contro Avellino, viene esonerato Stefano Pillastrini. Al suo posto viene ingaggiato Renato Pasquali, già in Virtus dal 1989 al 1993 come assistente di Ettore Messina. In Coppa Italia, le cui Final Eight si disputano a Bologna, la squadra si compatta e riesce a raggiungere la finale, ma perde sul filo di lana contro la rivelazione Avellino.
Dopo aver raggiunto la salvezza solo nelle ultime giornate della stagione 2007-2008 la Virtus, grazie anche allo sforzo economico di Sabatini, costruisce una squadra ambiziosa, portando sotto le Due Torri giocatori come Sharrod Ford, Earl Boykins, Keith Langford e Jamie Arnold. Arrivano anche Dušan Vukčević (di ritorno dopo una stagione a Milano), e Alex Righetti, giocatore di grande esperienza nel basket italiano. Viene inoltre ingaggiato Petteri Koponen, promettente play finlandese. Nel roster virtussino vengono riconfermati i soli Giovannoni, Blizzard e Chiacig.
Dopo un avvio di stagione lanciato con tre vittorie in altrettante partite, la squadra perde consecutivamente le seguenti due partite. Sabatini decide allora di esonerare Renato Pasquali e di chiamare in panchina il miglior tecnico 2007-2008, Matteo Boniciolli. La V nera comunicherà poi l'ingaggio al posto di Jamie Arnold di Reyshawn Antonio Terry, proveniente da Soresina, ex-Nba che in legadue stava viaggiando con medie interessanti. Il 22 febbraio arriva alla finale di Coppa Italia persa 69-70 contro il Montepaschi Siena. A fine aprile la società organizza la Final Four di EuroChallenge, la Virtus dopo aver vinto la semifinale contro i ciprioti del Proteas Limassol vince la finale sui francesi dello Cholet Basket per 77-75, riportando così in Italia un trofeo europeo dopo sette anni. Keith Langford viene nominato Mvp della finale.
Ma la squadra sprofonda in campionato perdendo le ultime cinque partite precipitando dal secondo al quinto posto. I playoff vengono quindi giocati col fattore campo sfavorevole e la Virtus si arrende 3-2 alla Benetton Treviso. Dopo questa sconfitta Sabatini mette in vendita la società, esonera l'allenatore Boniciolli, rompe col gm Luchi e soprattutto mette sul mercato la bandiera bianconera, il capitano Giovannoni.
Durante l'estate lasciano la Virtus Bologna anche gli altri giocatori facenti parte dell'organico 2008-2009 con le sole eccezioni di Brett Blizzard, Petteri Koponen, Dušan Vukčević e Alex Righetti. Sabatini richiama il gm della promozione Faraoni e decide di affidare la guida della squadra a Lino Lardo.
Nel corso dell'estate arrivano a Bologna Michele Maggioli, Diego Fajardo, Vikt'or Sanik'idze, LeRoy Hurd, David Moss e Andre Collins.
Il 4 settembre 2009 la squadra è colpita da un grave lutto per la scomparsa di Gianluigi Porelli storico presidente del club.
Nel corso della preparazione in vista della Supercoppa italiana, Andre Collins si infortuna e la società è costretta a tornare sul mercato ingaggiando il play Scoonie Penn.
Il 4 ottobre 2009 la Virtus Bologna scende in campo contro la Montepaschi Siena campione d'Italia in carica. I toscani vinceranno l'incontro 87-65.
Dopo undici partite i bianconeri sono a quota 12 punti con sei vittorie e cinque sconfitte.
Il 17 dicembre 2009 la squadra è colpita da un nuovo lutto, questa volta per la prematura scomparsa del giocatore Paolo Barlera.
In seguito al rientro di Andre Collins la società saluta Scoonie Penn che torna ai greci dell'Olympiacos.
La Stagione prosegue tra alti e bassi, ma la squadra perde per infortunio Petteri Koponen, proprio nel momento clou della stagione. I bianconeri chiudono il campionato al quinto posto e ai playoff arrivano sino a gara-5 contro Pallacanestro Cantù, perdendo però la serie per 3-2.
Durante l'estate lasciano Bologna Michele Maggioli, David Moss, Diego Fajardo, LeRoy Hurd, Alex Righetti, Andre Collins, Kristjan Kangur e Aaron Jackson. Lascia inoltre il capitano Dušan Vukčević. Vengono confermati Petteri Koponen, promosso capitano, Vikt'or Sanik'idze e Riccardo Moraschini. A formare il roster per la nuova stagione arrivano a Bologna Valerio Amoroso, Giuseppe Poeta, Marcelus Kemp, Jared Homan, Kennedy Winston, Niccolò Martinoni e Deividas Gailius. La nuova stagione inizia con una sconfitta per 82-64 nella finale di Supercoppa Italiana sul parquet della Montepaschi Siena. In campionato, dopo un buon avvio gli infortuni di Sanikidze e Winston frenano la squadra.
Sul mercato dopo il prestito di Marcelus Kemp ai turchi del Beşiktaş Istanbul e di Riccardo Moraschini all'Angelico Biella, alla Virtus arriva K.C. Rivers. Il punto più basso della stagione è a Torino, nelle Final Eight di Coppa Italia dove la squadra viene sconfitta 73-82 dalla Sutor Montegranaro. I bianconeri conquistano comunque l'accesso ai playoff anche se in ottava posizione (che vale la sfida contro i campioni d'Italia di Siena).
Dopo le prime due partite la Virtus è sotto 2-0 (gara 1 persa malamente, gara 2 combattuta) ma si riscatta in gara 3 sconfiggendo per 74-68 la corazzata del Montepaschi Siena. In gara 4 comunque arriva la sconfitta per 62-81 con conseguente eliminazione.

### Anni 2010: la prima retrocessione ed il ritorno in Europa
Dopo il divorzio consensuale con Lino Lardo, vengono confermati Gailius, Koponen, Homan, Sanikidze, Martinoni e Poeta. Nel mese di giugno vengono annunciati gli arrivi di Alessandro Finelli come capo-allenatore (fatto che porta alle dimissioni del presidente Bertocchi), del playmaker Terrell McIntyre e il rinnovo col gm Faraoni. Arrivano poi anche Angelo Gigli e Chris Douglas-Roberts. L'inizio della stagione vede le vittorie nei match casalinghi con Roma e Cremona alternate dalle sconfitte ad Avellino e Milano. Il clima in squadra non è comunque dei migliori e arrivano le dimissioni di Marco Sodini da vice-allenatore. In seguito, dopo un acceso diverbio con coach Finelli, viene rescisso il contratto con Homan. Dopo la sconfitta di Teramo e un successivo striscione di malcontento dei tifosi, Sabatini annuncia che la società è in vendita. Dopo la vittoria casalinga con Varese vengono ingaggiati Luca Vitali e Kris Lang.
Giunta quinta alla fine della regular season, dopo essersi tolta la soddisfazione di aver battuto anche a Siena la Mens Sana, divenendo l'unica ad averla battuta in entrambe le occasioni in ogni torneo dell'anno in corso, la squadra si è però dovuta arrendere (0-3) al Banco di Sardegna Sassari, sconfitta, sia in gara 2 che gara 3, da un tiro scoccato a pochi centesimi di secondo dalla sirena finale.
In estate, il presidente Sabatini annuncia che le quote societarie saranno cedute ad una fondazione di imprenditori per fare in modo che la società non possa più fallire. Il 6 luglio viene annunciato che il 99,9% delle quote è stato ceduto alla fondazione mentre la parte restante rimane di proprietà della famiglia Porelli.
Nella stagione 2012-2013 la Virtus riparte riconfermando l'asse play-pivot della stagione precedente, cioè Giuseppe Poeta, nominato nuovo capitano, e Angelo Gigli. Deve rinunciare però sia al suo ex capitano Petteri Koponen, andato al Khimki BC, sia a Vikt'or Sanik'idze che ha firmato per la Mens Sana Basket. Per sostituirli, e per sostituire anche Chris Douglas-Roberts che ha affermato di voler firmare un contratto NBA, la Virtus punta su Steven Smith, proveniente dal Panathinaikos Basketball Club, Kenny Hasbrouck e Ricky Minard, che aveva chiuso la stagione precedente alla Junior Casale Monferrato. Dalla panchina daranno il loro apporto: Richard Mason Rocca, ingaggiato in estate dall'Olimpia Milano, e alcuni giovani già sotto contratto con la squadra bianconera: Viktor Gaddefors, Riccardo Moraschini, Jakub Parzeński e il classe '94 Matteo Imbrò.

La Virtus parte bene, vincendo le prime tre partite contro Vanoli Cremona, Sutor Basket Montegranaro e la corazzata Olimpia Milano ma, senza Steven Smith, perde la quarta in casa contro Pallacanestro Varese.

La Virtus termina il girone d'andata all'undicesimo posto, con sei vittorie e nove sconfitte, e per questo motivo non si qualifica per le Final Eight di Milano.
Dopo l'ennesima sconfitta, contro Pallacanestro Biella, ultima in classifica, viene esonerato Alessandro Finelli: al suo posto viene chiamato Luca Bechi.
Dopo alcune settimane la Virtus trova il sostituto di Minard, Jacob Pullen, proveniente dall'Hapoel Jerusalem BC. L'esordio dell'ex Biella dà subito una scossa alla squadra, che torna alla vittoria contro Reggio Emilia dopo dieci sconfitte nelle ultime dodici; grande protagonista proprio Jacob Pullen con 22 punti.
Il 6 maggio 2013 Renato Villalta diviene il nuovo presidente della Virtus Pallacanestro Bologna, subentrando al dimissionario Marchesini, mentre Piergiorgio Bottai diventa amministratore delegato al posto di Claudio Sabatini. Dal 13 giugno 2013 Bruno Arrigoni in precedenza direttore sportivo della Pallacanestro Cantù subentra a Massimo Faraoni.
Come allenatore viene confermato Luca Bechi. Il primo acquisto è Dwight Hardy, guardia del 1986 in Italia dal 2011–12, dove a Pistoia in Legadue risultò miglior marcatore della stagione regolare e MVP del campionato. È poi la volta di Shawn King, Brock Motum e Matt Walsh. Arriva a completare il roster il pivot giamaicano Jerome Jordan, una breve esperienza in NBA nei Knicks. A fianco dei nuovi acquisti troviamo Aristide Landi, che Villalta ha convinto a rimanere, dopo il riscatto completo dalla Mens Sana, Matteo Imbrò, promosso capitano, Viktor Gaddefors e Simone Fontecchio.
La Virtus conclude al 13º posto, a pari punti con Cremona, precedendola solo in virtù del miglior quoziente punti, si guadagna una posizione rispetto all’annata precedente, ma chiaramente il bilancio non può essere positivo. Si era partiti per centrale l’ingresso nella Final Eight di Coppa Italia e nei playoff ed entrambi gli obiettivi non sono stati centrati.
Nella stagione 2014-2015 la Virtus si presenta ai nastri di partenza con un roster completamente rivoluzionato, ma sempre guidato da Giorgio Valli. Rispetto alla passata stagione non ci sono più Gaddefors, Motum, Jordan, Warren, Matt Walsh, King, Pecháček, Hardy, Ebi Gli unici confermati dalla passata stagione sono Matteo Imbrò e Simone Fontecchio, i quali vengono affiancati da importanti acquisti come Allan Ray, Jeremy Hazell e Okaro White. La Virtus chiuderà ottava in stagione regolare e verrà successivamente eliminata da Milano per 3-0.

#### La prima retrocessione sul campo
Nella stagione 2015-16 la Virtus viene sponsorizzata Obiettivo Lavoro, e tra i suoi principali giocatori spicca Dexter Pittman, pivot americano che in carriera ha vinto anche un titolo NBA con i Miami Heat. Alla prima squadra viene aggregato il sedicenne playmaker azzurro Alessandro Pajola. La stagione è però caratterizzata dal grave infortunio al capitano, nonché miglior giocatore, Allan Ray. La società va immediatamente sul mercato, acquistando prima Courtney Fells e poi Kenny Hasbrouck, i quali non riescono però a sostituire adeguatamente il capitano infortunato. Al termine della regular season la squadra si classifica 16ª e ultima, destinata quindi alla retrocessione nella serie inferiore. È la prima retrocessione sul campo nella storia della Virtus.

#### L'immediata promozione
Nell'estate 2016, il presidente Alberto Bucci comunica le ovvie dimissioni di Valli e l'acquisto dell'allenatore livornese Alessandro Ramagli, come nuovo head coach della Virtus. Bucci e Ramagli, assieme al general manager Julio Trovato, costruiscono una squadra di buon livello per la categoria, capitanata da Andrea Michelori, supportato da importanti veterani come Guido Rosselli e Klaudio Ndoja; come americani vengono scelti la guardia tiratrice Michael Umeh e il lungo versatile Kenny Lawson.
Nel corso della stagione si verifica anche un avvicendamento nella proprietà; l'imprenditore trevigiano Massimo Zanetti, proprietario di Segafredo, che è anche sponsor della squadra, diviene socio di maggioranza in società. Inoltre vengono fatti importanti acquisti in vista dei playoff, quali il lungo Davide Bruttini e la guardia Stefano Gentile.
Dopo essere stata a lungo prima in classifica nel girone Est, la Virtus chiude seconda la regular season dietro Treviso e il 19 giugno 2017 vince i playoff della Serie A2, battendo in finale la Pallacanestro Trieste per 3-0, facendo così ritorno nella massima serie. Durante i playoff le Vu Nere cambiano anche campo di gioco, tornando dopo oltre vent'anni allo storico PalaDozza.

#### Ritorno in Serie A1
Nel primo anno dopo la promozione, la società ha confermato il coach acquistando Pietro Aradori e Alessandro Gentile. La squadra ha giocato la stagione in alti e bassi dovuti alla inesperienza sia del coach sia dei giocatori. Nonostante ciò si qualifica per le Final Eight di Coppa Italia ma viene eliminata al primo turno. Alla fine del campionato non riesce a qualificarsi ai playoff di campionato.

#### La vittoria della Basketball Champions League
La nuova stagione inizia con cessioni e arrivi sia a livello dei giocatori sia dei dirigenti. Infatti è stato nominato amministratore delegato l'esperto Alessandro Dalla Salda. Inoltre chiuso il rapporto con coach Alessandro Ramagli e sostituito da Pino Sacripanti dalla Società Sportiva Felice Scandone, ciò attribuisce esperienza alla panchina. Per quanto riguarda la rosa, la società ha subito importanti perdite come Alessandro Gentile, Stefano Gentile e Klaudio Ndoja. Queste perdite sono state cancellate grazie ad acquisti di giocatori di spessore come Tony Taylor e Kevin Punter. Lo sforzo della società ha contribuito a costruire una buona squadra che ha poi mostrato il suo potenziale nella prima partecipazione, dopo 10 anni, alla Basketball Champions League, torneo che infatti viene vinto il 5 maggio 2019 ad Anversa contro la Iberostar Tenerife, in una partita decisa dalle grandi giocate di Kevin Punter e dal canestro che ha chiuso la partita da parte di Mario Chalmers.

### Anni 2020

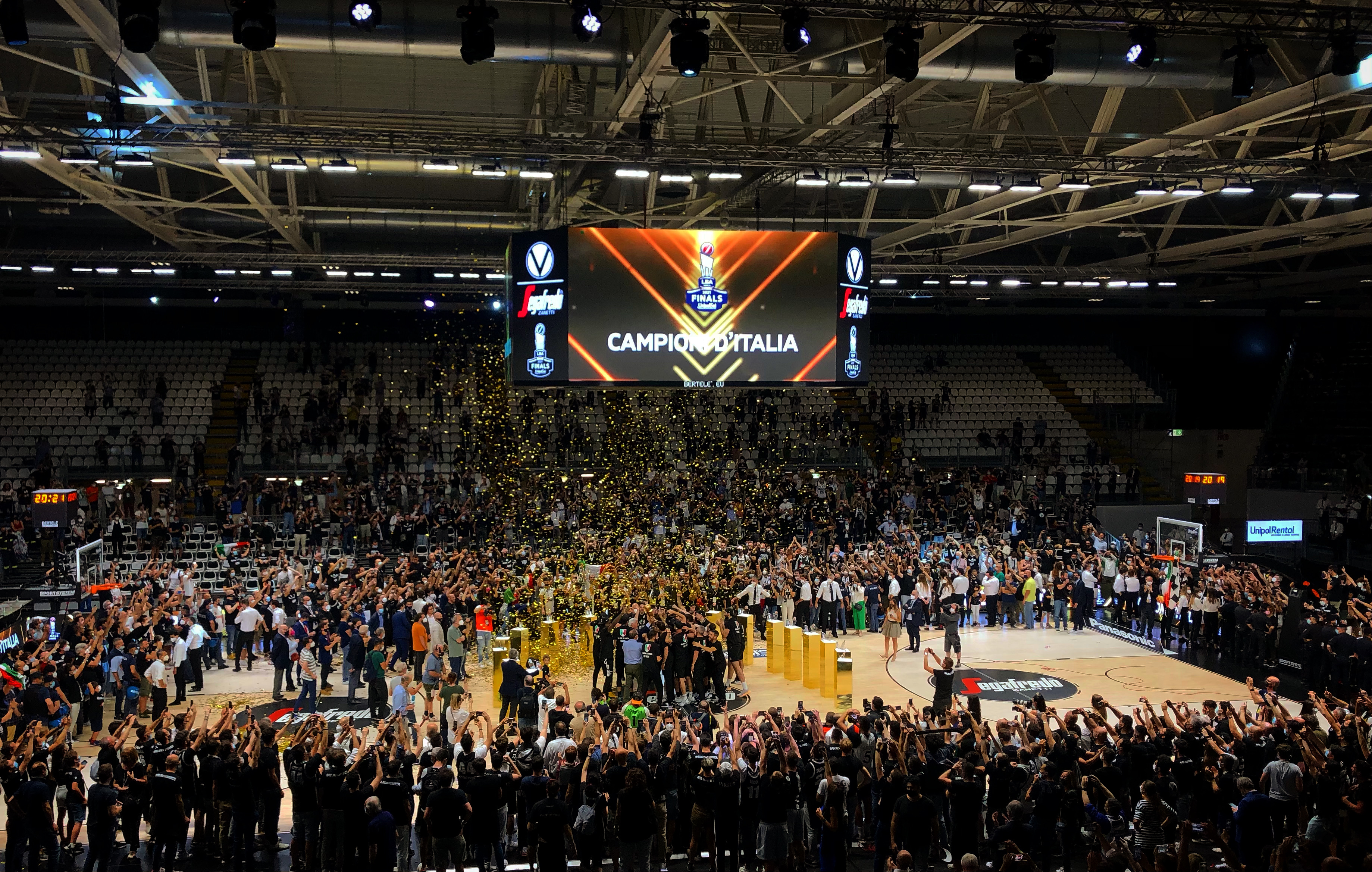
La festa per lo scudetto 2020-2021

Nel mercato estivo la Virtus si rinforza con l'ingaggio del campione serbo Miloš Teodosić, del playmaker connazionale Stefan Marković, dei centri Vince Hunter e Julian Gamble e dell'ala Kyle Weems, pur rinunciando a tutti i protagonisti della stagione precedente, come Kevin Punter e Pietro Aradori. Durante la stagione 2019-20 la Virtus in campionato mantiene la prima posizione dall'inizio della stagione fino alla prematura fine del campionato a causa della pandemia di COVID-19. In Eurocup durante la stagione, anch'essa interrotta, arriva alle Top 16.
All'inizio della stagione 2020-21 la Virtus arriva alla finale della Supercoppa italiana ma perde contro l'Olimpia Milano. In Coppa Italia viene invece eliminata ai quarti di finale da Venezia. Nella stagione regolare, nella quale finirà terza, ha ottimi risultati fuori casa (solo 2 sconfitte contro Brindisi e Milano) ma non altrettanto in casa (50% di vittorie). In corso di stagione arriva Marco Belinelli, di ritorno a Bologna dopo la lunga permanenza in NBA. In Eurocup la formazione bianconera sfiora l'accesso all'Eurolega, venendo eliminata in gara 3 della semifinale contro l'Unics Kazan.

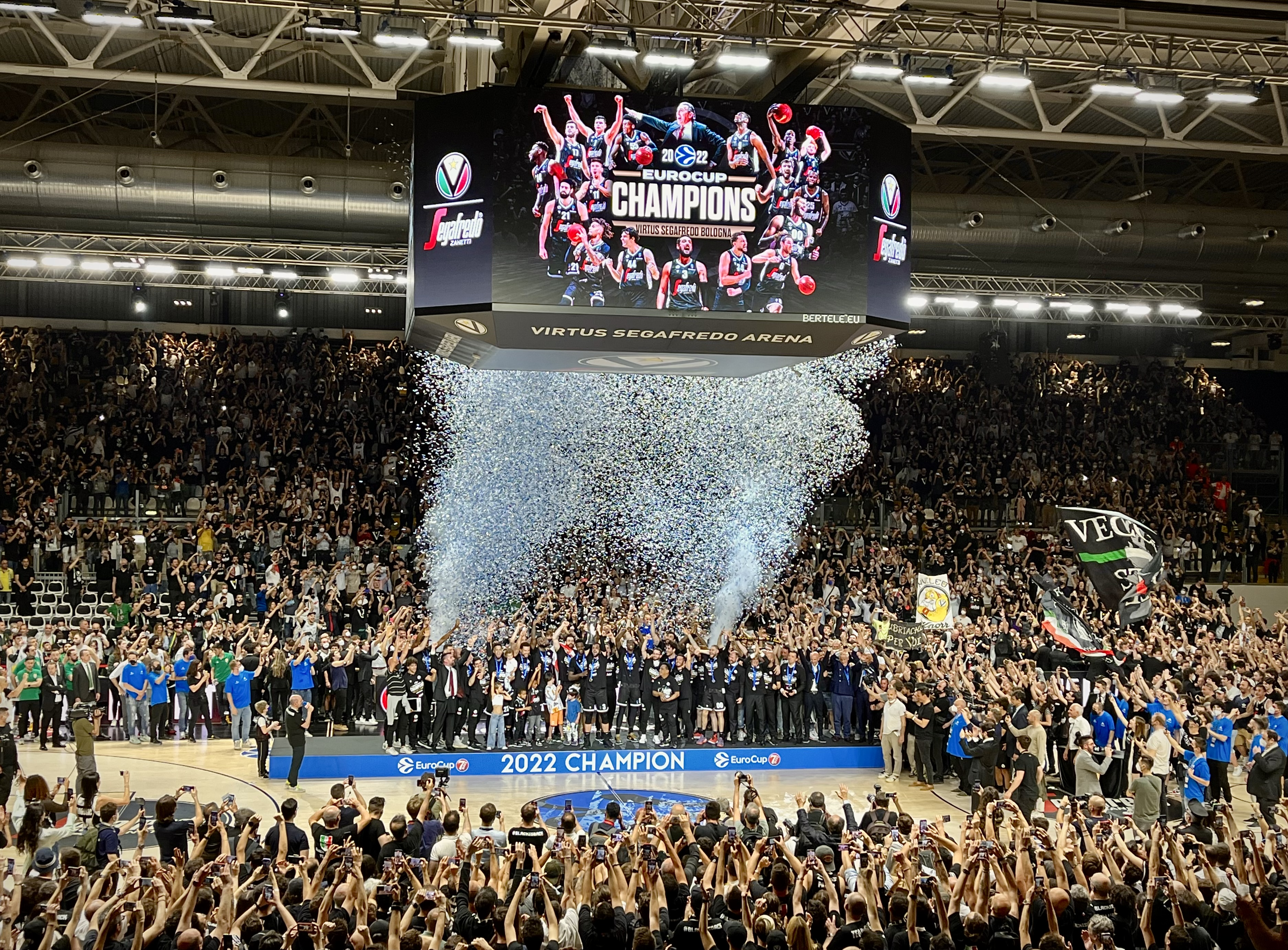
La vittoria dell'Eurocup 2021-2022

Nei playoff, la Virtus domina con un record di 10-0 a scapito prima di Treviso, poi di Brindisi ed in finale contro Milano, riportando lo scudetto a Bologna dopo esattamente 20 anni dall'ultimo. Teodosić viene nominato MVP della serie finale.
Nel 2021 al posto di Djordjevic, a cui non è stato rinnovato il contratto, viene chiamato in panchina Sergio Scariolo. L'acquisto di Ekpe Udoh suscita grande attesa, ma a causa di un grave infortunio al debutto viene sostituito da Mouhammadou Jaiteh nel ruolo di centro titolare. A settembre 2021 le Vu nere conquistano la loro seconda Supercoppa italiana, sconfiggendo nuovamente l'Olimpia Milano in finale. In Coppa Italia la Virtus esce in semifinale per mano di Tortona. Poco dopo avvengono gli innesti di Daniel Hackett e Tornik'e Shengelia, in arrivo dal CSKA Mosca.
L'11 maggio 2022 la società felsinea conquista il suo sesto trofeo internazionale, l'EuroCup, vinta in finale contro il Bursaspor Basketbol con il punteggio di 80-67; con questo successo ottiene il ritorno in Eurolega. Jaiteh è MVP della competizione, Teodosić della finale.
Il 28 settembre 2022, la Virtus vince la sua terza Supercoppa Italiana, sconfiggendo in finale, per il secondo anno consecutivo l'Olimpia Milano, con il punteggio di 72-64.
Chiude il campionato 2022-2023 al secondo posto, perdendo la finale contro l'Olimpia Milano.
La stagione 2023 vede a settembre il cambio dell'allenatore da Sergio Scariolo a Luca Banchi per decisione della dirigenza dopo dichiarazioni alla stampa.
Il 5 dicembre 2024, in seguito alla partita persa contro l’ Alba Berlino e in seguito alla contestazione del pubblico virtussino, Luca Banchi dà le dimissioni e al suo posto arriva Dusko Ivanovic che conduce la squadra alla conquista del diciassettesimo scudetto, il 17 giugno 2025, dopo un perentorio 3-0 in finale contro Pallacanestro Brescia.

## Colori e simboli

### Colori

Villalta, coach Hill e Richardson con la canotta della Knorr Bologna per la stagione 1988-1989

I colori della Virtus sono, fin dalla fondazione, il bianco e il nero, e per le divise da gioco tali colori sono rimasti invariati fino ad oggi, in tutte le competizioni e con qualunque sponsor. Quasi sempre la maglia casalinga è bianca con risvolti e inserti neri, mentre quella da trasferta nera con risvolti e inserti bianchi.
Fanno eccezione le divise degli anni '60, giallo-verdi nel periodo del primo abbinamento Knorr, e rosso-azzurre in occasione dell'abbinamento Candy, da cui manca anche la classica Vu nera. Dal 1970 i colori sono tornati definitivamente al bianco-nero.
Tra le ultime piccole concessioni ai colori dello sponsor vi è stata quella per il marchio Kinder (sponsor ufficiale dal 1996 al 2002, scritto in rosso con la "K" nera): solitamente la divisa aveva inserti di colore rosso, sui fianchi o sui risvolti. Per la Final Four di Supercoppa italiana del 2000 a Siena, la Virtus ha indossato una divisa rossa con sfumature nere.
Il 2 aprile 2006 la Virtus sponsorizzata Vidivici gioca infine con una divisa interamente rosa, in onore dei 110 anni della Gazzetta dello Sport: l'esperimento piace alla società, tanto che viene ventilata l'idea di renderla la terza divisa ufficiale, poi mai attuata.

### Simboli ufficiali

#### Stemma
Il simbolo è sempre stato la lettera V, nera su sfondo bianco (o bianca su sfondo nero nella tenuta da trasferta).
Prima che la Virtus Pallacanestro Spa si rendesse autonoma dalla polisportiva SEF Virtus, il simbolo conteneva anche quattro effe disposte a croce, iniziali di Forte, Franco, Fermo e Fiero, le quattro virtù del vero sportivo.
Con l'esordio, nel 1934, in 1ª Divisione, la Virtus presenta sulle maglie un simbolo costituito da una V sovrastante una B.
Negli anni quaranta il simbolo presente sulle divise era solitamente una semplice V dagli spigoli molto acuminati; a partire dalla stagione 1953/54 la Virtus Minganti presenta sulle maglie una V dall'aspetto vero e proprio di un carattere tipografico con grazie (già occasionalmente utilizzato anche in precedenza, ad esempio nella stagione 1939-40), mantenuto poi per tutti gli anni sessanta e settanta. Il passaggio tra i due tipi di simbolo non è netto, in quanto nella stagione 1958/59, ad esempio, sulla divisa si ripresenta la V più semplice.
Dopo il 1984 è stata aggiunta la stella d'oro, simbolo del decimo scudetto: prima essa era apposta separatamente sul petto; con la stagione 1988/89 la Vu nera sovrastata dalla stella è stata racchiusa in un cerchio, ottenendo un logo dalle linee più arrotondate. I due bracci della V non sempre sono stati simmetrici: a metà anni novanta la V era più simile al carattere tipografico, con il braccio sinistro spesso e quello destro sottile.

Lo stemma della SEF Virtus
Lo stemma utilizzato all'inizio degli anni trenta
Lo stemma utilizzato negli anni quaranta
La V introdotta nella stagione 1953/54
La V con la stella del decimo scudetto, dopo il 1984
Lo stemma attuale

### Sponsor ufficiali
- 1953 - 1958 : Minganti
- 1958 - 1960 : Oransoda
- 1960 - 1961 : Idrolitina
- 1962 - 1965 : Knorr
- 1965 - 1969 : Candy
- 1970 - 1973 : Norda
- 1973 - 1983 : Sinudyne
- 1983 - 1986 : Granarolo Felsinea
- 1986 - 1988 : Dietor
- 1988 - 1993 : Knorr
- 1993 - 1996 : Buckler
- 1996 - 2002 : Kinder
- 2003 - 2004 : Carisbo
- 2004 - 2005 : Caffè Maxim
- 2005 - 2006 : VidiVici
- 2006 - 2007 : Campionato : VidiVici
FIBA Cup : WWF Italia
- 2007 - 2008 : Campionato : La Fortezza
Eurolega : VidiVici
- 2008 - 2009 : Campionato : La Fortezza
Eurochallenge : BolognaFiere
- 2009 - 2012 : Canadian Solar
- 2012 - 2013 : SAIE3 (Girone di Andata)
Oknoplast (Girone di Ritorno)
- 2013 - 2015 : Granarolo
- 2015 - 2016 : Obiettivo Lavoro
- 2016 - 2025 : Segafredo
- 2025 - attuale: Campionato : Olidata

## Strutture

### Impianti di gioco

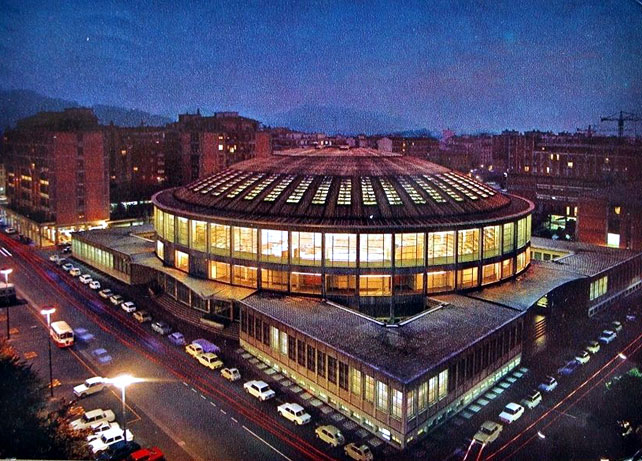
Il Madison di Piazza Azzarita

Dalla sua fondazione, la Virtus ha avuto diversi impianti di gioco. Ognuno di essi è stato più di un semplice campo, piuttosto una vera e propria "casa" delle Vu nere, segnando, nel periodo in cui è stato utilizzato, una diversa epoca della lunga storia della società:
- 1934–1946: Ex chiesa di Santa Lucia, Via Castiglione (oggi sede dell'Aula Magna dell'Università di Bologna).
- 1946: Campo Via Ravone.
- 1946–1957: Sala Borsa, Via Ugo Bassi (oggi biblioteca comunale).
- 1957–1997: PalaDozza, Piazza Azzarita.
- 1997–2017: Unipol Arena, Casalecchio di Reno (utilizzato anche il 25/12/2018, il 06/01/2019 e durante la prima parte della stagione 2024-25 a causa della temporanea indisponibilità del capannone fieristico della Virtus Segafredo Arena).
- 2017–2019: PalaDozza, Piazza Azzarita (utilizzato anche durante la prima parte delle stagioni 2022-23, 2023-24 e 2025-26 a causa della temporanea indisponibilità del capannone fieristico della Virtus Segafredo Arena).
- 2019-presente: Virtus Segafredo Arena, Fiera di Bologna.

## Allenatori e presidenti

### Allenatori
- 1934 Filippo Giuli e Giuseppe Palmieri (8-1)
- 1935-1939 Vittorio Ugolini (55-21)
- 1939-1940 Lino Rossetti (13-5)
- 1940-1947 Guido Foschi (62-23-1)
- 1947-1948 Galeazzo Dondi Dall'Orologio (15-2-1)
- 1948-1950 Renzo Poluzzi (38-10)
- 1950-1951 Dino Fontana (16-8-2)
- 1951-1952 Venzo Vannini (17-5)
- 1952-1953 Larry Strong (30-14)
- 1953-1954 Giancarlo Marinelli (14-8)
- 1954-1960 Vittorio Tracuzzi (99-41)
- 1960-1963 Eduardo Kucharski (57-17)
- 1963-1966 Mario Alesini (53-17)
- 1966-1969 Jaroslav Šíp (27-21)
- 1969-1970 Nello Paratore (13-17)
- 1970-1971 Vittorio Tracuzzi
- 1971-1973 Nico Messina (28-26)
- 1973-1978 Dan Peterson (154-68)
- 1978-1980 Terry Driscoll (63-27)
- 1980-1981 Renzo Ranuzzi (28-25)
- 1981-1982 Aza Nikolić (28-20)
- 1982-1983 George Bisacca, Mauro Di Vincenzo (18-6)
- 1983-1985 Alberto Bucci (270-135)
- 1985-1987 Sandro Gamba (47-35)
- 1987-1988 Krešimir Ćosić (26-18)
- 1988-1989 Bob Hill (31-15)
- 1989-1993 Ettore Messina (464-168)
- 1993-1997 Alberto Bucci (89-28)
- 1997: Lino Frattin
- 1997-2002 Ettore Messina (119-31)
- 2002-2003 Bogdan Tanjević (12-13) poi Valerio Bianchini (7-24)
- 2003-2004 Giampiero Ticchi (5-5) poi Alberto Bucci
- 2004-2005 Giordano Consolini (33-11)
- 2005-2007 Zare Markovski (61-38)
- 2007-2008 Stefano Pillastrini (10-22) poi Renato Pasquali
- 2008-2009 Renato Pasquali (9-13) poi Matteo Boniciolli
- 2009-2011 Lino Lardo (35-38)
- 2011-2012 Alessandro Finelli
- 2012-2013 Alessandro Finelli poi Luca Bechi
- 2013-2014 Luca Bechi poi Giorgio Valli
- 2014-2016 Giorgio Valli
- 2016-2018 Alessandro Ramagli (36-24)
- 2018-2019 Stefano Sacripanti poi Aleksandar Đorđević
- 2019-2021 Aleksandar Đorđević (41-15)
- 2021- 2023 Sergio Scariolo (87-44)
- 2023- 2024 Luca Banchi (59-46)
- 2024- Dusko Ivanovic

- 566  Ettore Messina
- 381  Alberto Bucci
- 213  Dan Peterson
- 162  Vittorio Tracuzzi
- 151  Sergio Scariolo
- 121  Aleksandar Djordjevic
- 99  Zare Markovski
- 90  Terry Driscoll
- 82  Luca Banchi
- 76  Vittorio Ugolini

- 415  Ettore Messina
- 248  Alberto Bucci
- 146  Dan Peterson
- 115  Vittorio Tracuzzi
- 94  Aleksandar Djordjevic
- 63  Terry Driscoll
- 61  Zare Markovski
- 57  Eduardo Kucharski
- 56  Vittorio Ugolini
- 53  Sergio Scariolo

- 94,4%  Galeazzo Dondi
- 87,5%  Giuli e Giuseppe Palmieri
- 79,2%  Renzo Poluzzi
- 77,7%  Aleksandar Djordjevic
- 77,3%  Venzo Vannini
- 77,0%  Eduardo Kucharski
- 76,8%  Sergio Scariolo
- 76,6%  Alessandro Ramagli
- 75,7%  Mario Alesini
- 75,0%  Giordano Consolini

- 100%  Aleksandar Djordjevic
- 85,7%  Alessandro Ramagli
- 81,8%  Giordano Consolini
- 77,8%  Renzo Ranuzzi
- 75,0%  Terry Driscoll
- 66,7%  Alberto Bucci
- 66,6%  Sergio Scariolo
- 66,2%  Ettore Messina
- 62,5%  Aza Nikolić
- 60,0%  Mauro Di Vincenzo
- 50,0%  Bob Hill

Dati aggiornati alla stagione 2020/2021.

### Presidenti
- 1940:  Carlo Fischer
- 1946-47:  Mario Negroni
- 1948-1950:  Giuseppe Miliani
- 1951-1952:  Elio Vancini
- 1952-1957:  Agostino Mezzetti
- 1957-1959:  Raffaello Zambonelli
- 1959:  Ettore Casella
- 1959-1960:  Giorgio Neri (commissario straordinario)
- 1960-1961:  Giuseppe Gazzoni Frascara (commissario straordinario)
- 1961:  Giorgio Neri (commissario straordinario)
- 1961-66:  Galeazzo Dondi Dall'Orologio
- 1966-68:  Raffaello Zambonelli
- 1968-71:  Gian Luigi Porelli
- 1971-76:  Fiero Gandolfi
- 1976-78:  Raffaele Lenzi
- 1979-1983:  Achille Canna
- 1983-1984:  Gino Galletti
- 1984-1989:  Gian Luigi Porelli
- 1989-1990:  Paolo Francia
- 1990:  Paolo Gualandi
- 1990-1991:  Paolo Francia
- 1991-2000:  Alfredo Cazzola
- 1996:  Alberto Bucci
- 2000-2003:  Marco Madrigali
- 2003-2004:  Claudio Sabatini
- 2004-2011:  Romano Bertocchi
- 2011-2013:  Alberto Marchesini
- 2013-2015 :  Renato Villalta
- 2015-2016 :  Francesco Bertolini
- 2016-2019 :  Alberto Bucci
- 2019-2022 :  Giuseppe Sermasi
- 2022-presente :  Massimo Zanetti

## Cestisti

### Numeri ritirati

Renato Villalta, la bandiera

Sono tre i numeri ad essere stati ritirati nella storia delle Vu Nere. Il primo in ordine cronologico è stato il numero 4 di Roberto Brunamonti, nel 1997. In seguito, è stato il turno di Renato Villalta, il cui numero 10 è stato ritirato nel 2005. Infine, il 2 marzo 2014, è stato ritirato anche il numero 5 di Predrag Danilović.

## Palmarès

### Competizioni nazionali
- Campionato italiano: 17

1945-46, 1946-47, 1947-48, 1948-49, 1954-55, 1955-56, 1975-76, 1978-79, 1979-80, 1983-84 
1992-93, 1993-94, 1994-95, 1997-98, 2000-01, 2020-21, 2024-25
- Coppa Italia: 8 (record condiviso con Pallacanestro Treviso e Olimpia Milano)

1973-74, 1983-84, 1988-89, 1989-90, 1996-97, 1998-99, 2000-01, 2001-02
- Supercoppa italiana: 4

1995, 2021, 2022, 2023
- Campionato italiano dilettanti: 1

2016-17
- Coppa Italia LNP: 1

2017
- Prima Divisione maschile FIP: 1

1934

### Competizioni internazionali
- Eurolega: 2

1997-98, 2000-01
- Coppa delle Coppe: 1

1989-90
- Eurocup: 1 (record italiano)

2021-22
- EuroChallenge: 1

2008-09

La vittoria dell'Euroleague Basketball 2000-2001

- Basketball Champions League: 1

2018-19

### Competizioni giovanili
- Campionati italiani giovanili: 22

Under 19 (Juniores): 1972, 1982, 1986, 1988, 2010, 2012, 2013
Under 18: 2017
Under 17 (Cadetti): 1984, 1985, 1990, 1991, 1999, 2008, 2012, 2014
Under 15 (Allievi): 1966, 1989, 1993, 1995
Propaganda: 1981
Under 14: 2015

### Altri piazzamenti

#### Campionato Italiano
- 1977 vs Pallacanestro Varese
- 1978 vs Pallacanestro Varese
- 1981 vs Pallacanestro Cantù
- 2007 vs Mens Sana Siena
- 2022 vs Olimpia Milano
- 2023 vs Olimpia Milano
- 2024 vs Olimpia Milano

#### Coppa Italia
- 1993 vs Benetton Pallacanestro Treviso
- 2000 vs Benetton Pallacanestro Treviso
- 2007 vs Benetton Pallacanestro Treviso
- 2008 vs Felice Scandone Basket Avellino
- 2009 vs Mens Sana Siena
- 2010 vs Mens Sana Siena
- 2023 vs Pallacanestro Brescia

#### Supercoppa Italiana
- 1997 vs Benetton Pallacanestro Treviso
- 1998 vs Fortitudo Pallacanestro Bologna
- 1999 vs Pallacanestro Varese
- 2000 vs Virtus Roma
- 2002 vs Benetton Pallacanestro Treviso
- 2009 vs Mens Sana Siena
- 2010 vs Mens Sana Siena

#### Coppa dei Campioni (Eurolega)
- 1981 vs Maccabi Tel Aviv
- 1999 vs Žalgiris Kaunas
- 2002 vs Panathinaikos Atene

#### Coppa delle Coppe
- 1978 vs Pallacanestro Cantù
- 2000 vs AEK Atene

#### Coppa Intercontinentale
- 2020 vs CB Canarias

#### Partecipazioni al McDonald's Open
1993, 1995

## Statistiche e record

### Statistiche di squadra
- Stagioni in Serie A: 78
- Partite disputate: 2483
- Partite vinte: 1623
- Partite perse: 860
- Partite pareggiate: 2
- Percentuale di vittorie: 65,36%

Coppe italiane

- Partite disputate: 180
- Partite vinte: 123
- Partite perse: 57
- Percentuale di vittorie: 68,33%

Coppe europee

- Partite disputate: 483
- Partite vinte: 309
- Partite perse: 174
- Percentuale di vittorie: 63,48%

- Striscia vincente più lunga: 21 partite (2000/01)
- Massimo punteggio realizzato: 122 (Buckler Bologna-Viola Reggio Calabria dell'11/02/1996)
- Minimo punteggio subito: 11 (Virtus Bologna-Reyer Venezia del 14/11/1948)[48]
- Massimo scarto attivo: +55 (Virtus Bologna-Zoppas Gorizia del 03/12/1961)

Negativi

- Striscia perdente più lunga: 12 partite (1971/72)
- Minimo punteggio realizzato: 16 (Virtus Bologna-Reyer Venezia del 14/11/1948)
- Massimo punteggio subito: 123 (Hitachi Venezia-Dietor Bologna del 20/03/1988)
- Massimo scarto passivo: -46 (Olympiacos Pireo-Virtus Segafredo Bologna del 9/12/2022 - Eurolega)

Pubblico

- Record di presenze: 9.980 spettatori (Segafredo Bologna-Bursaspor del 11/05/2022 - Eurocup)
- Record di incasso: 718.279 € (Segafredo Bologna-Bursaspor del 11/05/2022 - Eurocup)

Statistiche aggiornate alla stagione 2022/2023.

### Partecipazione ai campionati
| Livello | Categoria           | Partecipazioni | Debutto   | Ultima stagione | Totale |
| 1º      | Divisione Nazionale | 3              | 1935      | 1936-1937       | 82     |
| 1º      | Serie A             | 42             | 1937-1938 | 2024-2025       | 82     |
| 1º      | Elette              | 10             | 1955-1956 | 1964-1965       | 82     |
| 1º      | Serie A1            | 27             | 1974-1975 | 2000-2001       | 82     |
| 2º      | Prima Divisione     | 1              | 1934      | 1934            | 4      |
| 2º      | Legadue             | 2              | 2003-2004 | 2004-2005       | 4      |
| 2º      | Serie A2            | 1              | 2016-2017 | 2016-2017       | 4      |

### Partecipazione alle coppe nazionali
| Categoria               | Partecipazioni | Debutto | Ultima stagione | Totale |
| Coppa Italia            | 40             | 1968    | 2024            | 54     |
| Supercoppa Italiana     | 12             | 1995    | 2023            | 54     |
| Coppa Italia di Legadue | 1              | 2005    | 2005            | 54     |
| Coppa Italia LNP        | 1              | 2017    | 2017            | 54     |

### Partecipazione alle coppe europee
| Livello | Categoria                   | Partecipazioni | Debutto   | Ultima stagione | Totale |
| 1º      | Coppa Intercontinentale     | 1              | 2020      | 2020            | 20     |
| 1º      | Euroleague Basketball       | 19             | 1976-1977 | 2024-2025       | 20     |
| 2º      | Coppa delle Coppe           | 7              | 1974-1975 | 1999-2000       | 11     |
| 2º      | Eurocup                     | 4              | 2003-2004 | 2021-2022       | 11     |
| 3º      | Coppa Korać                 | 2              | 1975-1976 | 1987-1988       | 5      |
| 3º      | EuroChallenge               | 2              | 2006-2007 | 2008-2009       | 5      |
| 3º      | Basketball Champions League | 1              | 2018-2019 | 2018-2019       | 5      |

### Statistiche individuali
- 845  Augusto Binelli
- 675  Roberto Brunamonti
- 558 Renato Villalta
- 501  Alessandro Pajola
- 460  Alessandro Abbio
- 443  Marco Bonamico
- 420  Claudio Coldebella
- 375  Piero Valenti
- 365  Gianni Bertolotti
- 363  Marco Belinelli

- 20  Giancarlo Marinelli
- 20  Venzo Vannini
- 18  Augusto Binelli
- 16  Gianfranco Bersani
- 14  Roberto Brunamonti
- 14  Nino Calebotta
- 13  Renato Villalta

- 9048  Renato Villalta
- 7504  Roberto Brunamonti
- 6822  Predrag Danilović
- 6614  Augusto Binelli
- 5611  Gianni Bertolotti
- 5054  Gianfranco Lombardi
- 4638  Marco Bonamico
- 4196  Antoine Rigaudeau
- 4040  Claudio Coldebella
- 4021  Alessandro Abbio

- 29,94  Tom McMillen
- 26,89  John Fultz
- 25,00  Charles Smith
- 23,53  Zam Fredrick
- 22,92  Micheal Ray Richardson
- 22,73  Kyle Macy
- 21,29  Arijan Komazec
- 21,14  Predrag Danilović
- 20,96  John Roche
- 20,67  Jacob Pullen

- 59  Nino Calebotta
- 51  Arijan Komazec
- 50  Tom McMillen
- 47  Predrag Danilović
- 46  Nino Calebotta
- 46  Tom McMillen
- 46  Micheal Ray Richardson
- 45  Achille Canna
- 44  Tom McMillen
- 43  Terry Driscoll

- Stagioni:  Augusto Binelli con 18

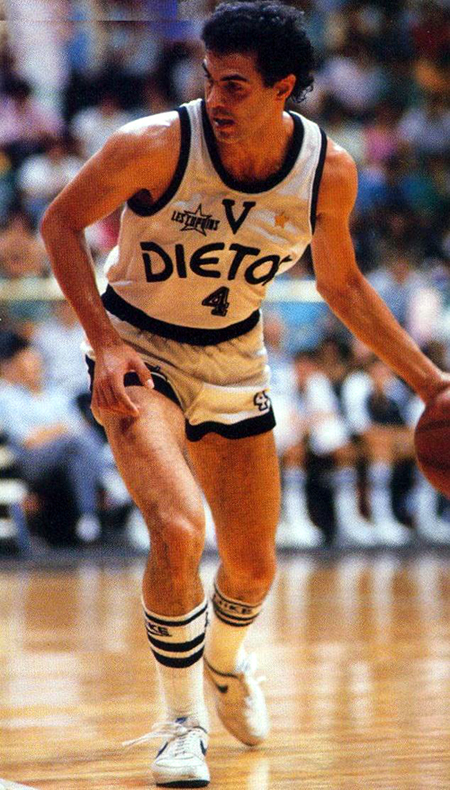
Brunamonti, il più grande secondo i tifosi

- Punti realizzati:  Renato Villalta con 7306
- Rimbalzi:  Renato Villalta con 3133
- Palle recuperate:  Roberto Brunamonti con 845
- Palle perse:  Augusto Binelli con 879
- Assist:  Roberto Brunamonti con 987
- Stoppate:  Augusto Binelli con 416
- Falli commessi:  Augusto Binelli con 1664
- Falli subiti:  Roberto Brunamonti con 1156
- Percentuale tiri da 2 punti:  Arijan Komazec con il 68,9%
- Percentuale tiri da 3 punti:  Arijan Komazec con il 44,3%
- Percentuale tiri liberi:  John Roche con l'86,6%
- Percentuale tiri totali:  Radoslav Nesterovič con il 67,6%

- 1  Roberto Brunamonti
- 2  Predrag Danilović
- 3  Renato Villalta
- 4  Antoine Rigaudeau
- 5  Emanuel Ginobili
- 6  Miloš Teodosić
- 7  Michael Ray Richardson
- 8  Terry Driscoll
- 9  Tornik'e Shengelia
- 10  Gianfranco Lombardi

Dati aggiornati alla stagione 2022/2023

## Tifoseria

### Storia
Storicamente, per molti anni i tifosi della Virtus si contraddistinsero per l’appartenenza alle sfere borghesi e più abbienti della città: perciò il tifo bianconero era considerato non solo elitario, ma anche esigente in termini di risultati sportivi.

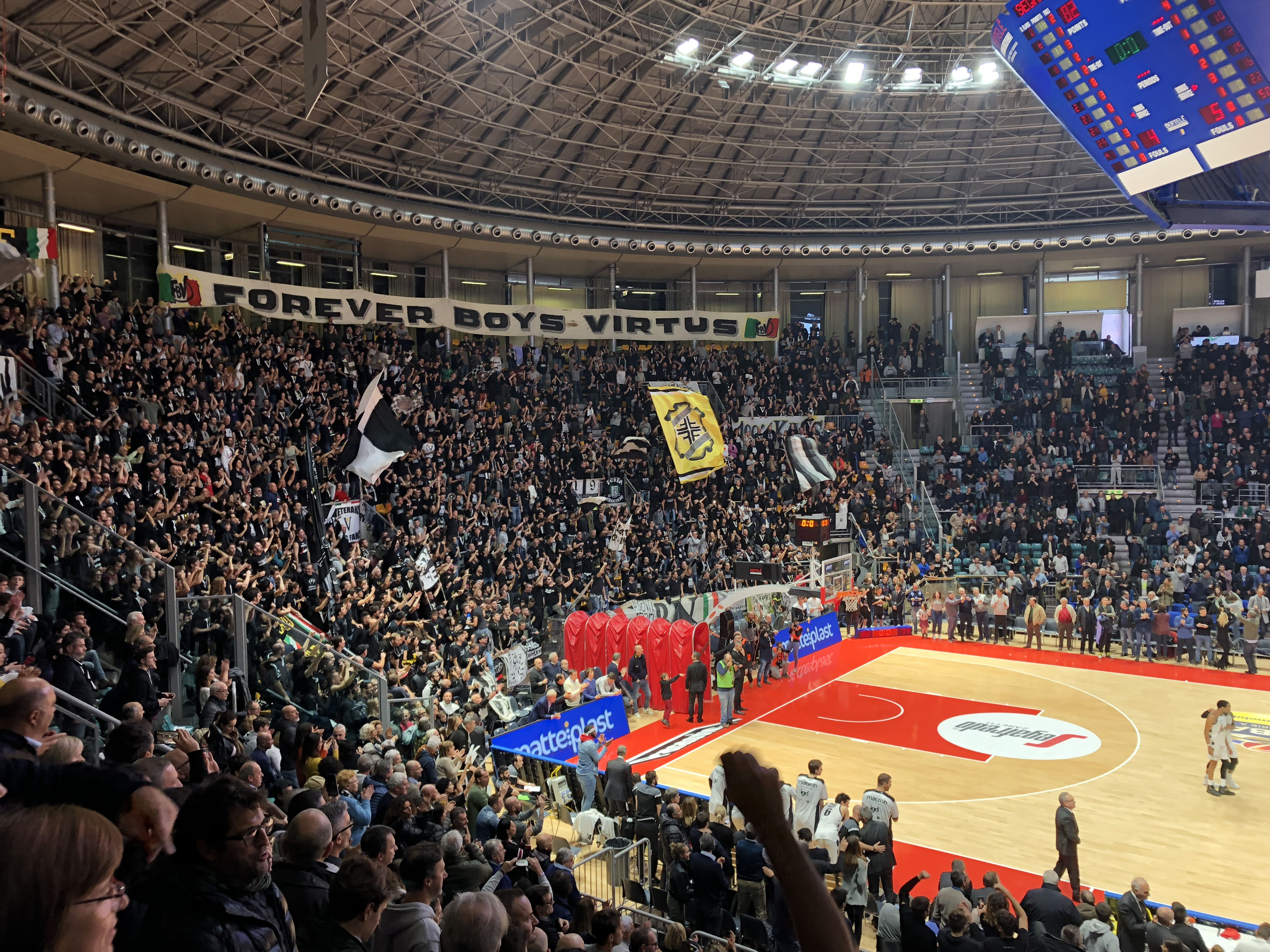
La Curva Calori nel 2018.

Tale contesto aveva delle ragioni pratiche ed economiche: assistere agli incontri della Virtus era estremamente costoso e, in molti casi, era comunque difficile trovare posti liberi, dato che i tifosi rinnovavano i loro abbonamenti per diversi anni di seguito. La Virtus, d’altro canto, sotto la presidenza Porelli fondò i propri successi anche sull’ingente apporto economico assicurato ogni stagione dai fedeli abbonati.
Nel 1979 nasce il gruppo Forever Boys, primo gruppo ultras del tifo bianconero. Attualmente, la tifoseria virtussina è composta dai gruppi Forever Boys, Vecchio Stile e Kaiser Souze Hools.

### Gemellaggi e rivalità
La rivalità più sentita dai tifosi bianconeri è quella con l'altra squadra cittadina, la Fortitudo Bologna, con la quale disputa il derby di Bologna. La rivalità ha avuto il suo apice negli anni novanta quando le due squadre, guidate da Predrag Danilović e Carlton Myers, lottavano ai vertici in Italia e in Europa.
Altre rivalità molto sentite dal pubblico virtussino sono quelle con la Victoria Libertas Pesaro e l'Olimpia Milano, l'unica squadra ad aver vinto più scudetti della Virtus, ma anche con Cantù, Benetton Treviso, Varese e Reggiana (con quest'ultima, la rivalità da vita al "Derby della via Emilia"). Alla fine degli anni 2000 è nata una rivalità anche con la Mens Sana Siena. Mentre negli ultimi anni una rivalità piuttosto sentita è tornata ad essere quella con Pistoia, in uno scontro definibile come "Derby dell'Appennino" e con Brindisi a seguito del gemellaggio dei salentini con i rivali di Pesaro. Notevole anche quella con la Juvecaserta, a causa dello storico gemellaggio tra la tifoseria casertana e quella bolognese della Fortitudo Bologna.

## Roster 2025-2026
Aggiornato al 14 luglio 2025.
| Virtus Pallacanestro Bologna 2025-2026 | Virtus Pallacanestro Bologna 2025-2026 |
| Giocatori                              | Staff tecnico                          |
| -------------------------------------- | -------------------------------------- |

| N. | Naz.                                        | Ruolo | Nome                  | Anno | Alt.   | Peso   |  |
| -- | ------------------------------------------- | ----- | --------------------- | ---- | ------ | ------ |  |
|    | Italia (bandiera) · Kosovo (bandiera)       | AP    | Abramo Canka          | 2002 | 202 cm | 90 kg  |  |
|    | Germania (bandiera) · Gambia (bandiera)     | GA    | Karim Jallow          | 1997 | 198 cm | 90 kg  |  |
|    | Stati Uniti (bandiera)                      | P     | Carsen Edwards        | 1998 | 185 cm | 91 kg  |  |
|    | Serbia (bandiera)                           | AC    | Alen Smailagić        | 2000 | 208 cm | 98 kg  |  |
|    | Argentina (bandiera) · Italia (bandiera)    | P     | Luca Vildoza          | 1995 | 191 cm | 86 kg  |  |
|    | Stati Uniti (bandiera)                      | AP    | Derrick Alston        | 1997 | 206 cm | 88 kg  |  |
|    | Senegal (bandiera) · Italia (bandiera)      | A     | Saliou Niang          | 2004 | 199 cm | 86 kg  |  |
| 6  | Italia (bandiera)                           | P     | Alessandro Pajola (C) | 1999 | 194 cm | 95 kg  |  |
| 11 | Stati Uniti (bandiera)                      | P     | Brandon Taylor        | 1994 | 178 cm | 77 kg  |  |
| 23 | Italia (bandiera)                           | P     | Daniel Hackett        | 1987 | 197 cm | 96 kg  |  |
| 30 | Stati Uniti (bandiera)                      | P     | Matt Morgan           | 1997 | 188 cm | 79 kg  |  |
| 35 | Senegal (bandiera) · Italia (bandiera)      | C     | Mouhamet Diouf        | 2001 | 206 cm | 105 kg |  |
| 45 | Italia (bandiera) · RD del Congo (bandiera) | AP    | Nicola Akele          | 1995 | 203 cm | 96 kg  |  |

| Allenatore |
| Duško Ivanović |
| Assistente/i |
| - Nenad Jakovljević, Daniele Parente, Cristian Fedrigo Legenda - (C) Capitano - (IN) Inattivo - Infortunato Roster |

### Staff tecnico
- Allenatore:  Duško Ivanović
- Vice allenatori:  Nenad Jakovljević,  Daniele Parente,  Cristian Fedrigo
- Assistenti allenatori:  Matteo Cassinerio,  Andrea Crosariol
- Responsabile preparatore fisico:  Matteo Panichi
- Preparatore fisico:  Federico Conti
- Responsabile fisioterapista:  Andrea Ferlini
- Fisioterapisti:  Carlo Sartorio,  Tommaso Torriglia
- Responsasbile area medica:  Diego Rizzo
- Medico:  Davide Beghelli